# Krčevine (Kiseljak, BiH)
Krčevine su naseljeno mjesto u općini Kiseljak, Federacija Bosne i Hercegovine, BiH.

## Stanovništvo

### 1991.
Nacionalni sastav stanovništva 1991. godine, bio je sljedeći:
ukupno: 308
- Hrvati - 307
- Srbi - 1

### 2013.
Nacionalni sastav stanovništva 2013. godine, bio je sljedeći:
ukupno: 660
- Hrvati - 650
- Srbi - 4
- ostali, neopredijeljeni i nepoznato - 6